# 桜島藤野町
桜島藤野町（さくらじまふじのちょう）は、鹿児島県鹿児島市の町。旧大隅国大隅郡桜島郷藤野村、鹿児島郡西桜島村大字藤野、鹿児島郡桜島町大字藤野。郵便番号は891-1415。人口は362人、世帯数は193世帯（2020年4月1日現在）。

## 地理
桜島の北部に所在し、火山扇状地の扇端部に位置する。町域の南方から西方にかけては桜島武町、東方には桜島西道町が接しており、北方には鹿児島湾に面している。
東部には鹿児島市役所桜島支所（旧桜島町役場）や鹿児島市立桜島中学校などの公共施設が所在しており、旧桜島町の中心地であった。町域の北端を海岸線に沿って東西に鹿児島県道26号桜島港黒神線が通っている。

### 自然公園・自然保護地区
桜島藤野町の一部が国立公園である霧島錦江湾国立公園の区域に指定されており、第1種特別地域（桜島北斜面）・第2種特別地域（桜島北及び東斜面）・第3種特別地域（桜島北及び東麓）から構成される。

## 歴史

### 成立から町村制施行まで
藤野という地名は古くは南北朝時代より見え、大隅国向島のうちであったとされる。
江戸時代には大隅国大隅郡桜島郷のうちであった。村高は「天保郷帳」では209石余、「旧高旧領取調帳」では304石余であった。元亀2年に肝属氏、禰寝氏、伊東氏が鹿児島を攻撃した際に当地に陣地が置かれたとされている。
1887年（明治20年）4月2日には「 鹿兒島縣下分郡ノ件」（明治20年勅令第7号）により大隅郡が南北に分割され、藤野村は北大隅郡の所属となった。

### 町村制施行以後
1889年（明治22年）4月1日に町村制が施行されたのに伴い、桜島の西半分にあたる横山村、赤水村、小池村、赤生原村、武村、藤野村、西道村、松浦村、二俣村、白浜村の区域より北大隅郡西桜島村が成立した。それに伴いそれまでの藤野村は西桜島村の大字「藤野」となった。1897年（明治30年）4月1日には「 鹿兒島縣下國界竝郡界變更及郡廢置法律」（明治29年法律第55号）によって北大隅郡が鹿児島郡に統合され、西桜島村は鹿児島郡のうちとなった。
1914年（大正3年）に発生した桜島の大正大噴火では大字横山（現在の桜島横山町）にあった村役場が溶岩に埋没したため、西道（現在の桜島西道町）の民家に村役場を移し、1916年（大正5年）には地内の字東原に村役場を移転した。それ以降桜島町の中心地となった。1973年（昭和48年）5月1日に西桜島村が町制施行し、桜島町の大字となった。
2004年（平成16年）11月1日に桜島町が鹿児島郡吉田町、日置郡松元町、郡山町、揖宿郡喜入町と共に鹿児島市に編入された。合併に際して設置された法定合併協議会である鹿児島地区合併協議会における協議によって、桜島町の区域の大字については「字の区域を廃止し、当該廃止された字の区域に相当する区域により新たに町の区域を設定し、その名称については表示案に基づき、各町の意向を尊重し合併までに調整するものとする」と協定された。
前述の協定に基づいて、合併前の10月26日に鹿児島県の告示である「 町の区域の設定及び字の廃止」が鹿児島県公報に掲載された。この告示の規定に基づき、それまでの大字藤野は廃止され、大字藤野の全域を以て新たに鹿児島市の町「桜島藤野町」が設置された。

## 人口
以下の表は国勢調査による小地域集計が開始された1995年以降の人口の推移である。
| 年                 | 人口 |
| ------------------ | ---- |
| 1995年（平成7年）  | 575  |
| 2000年（平成12年） | 553  |
| 2005年（平成17年） | 551  |
| 2010年（平成22年） | 448  |
| 2015年（平成27年） | 403  |

## 文化財

### 市指定
- 藤野の庚申塔（有形民俗文化財（民俗資料））[22][23]
- 島津義弘蟄居跡（史跡）[22][23]
- 藤崎家の大楊梅（天然記念物（植物））[24][23]

## 施設

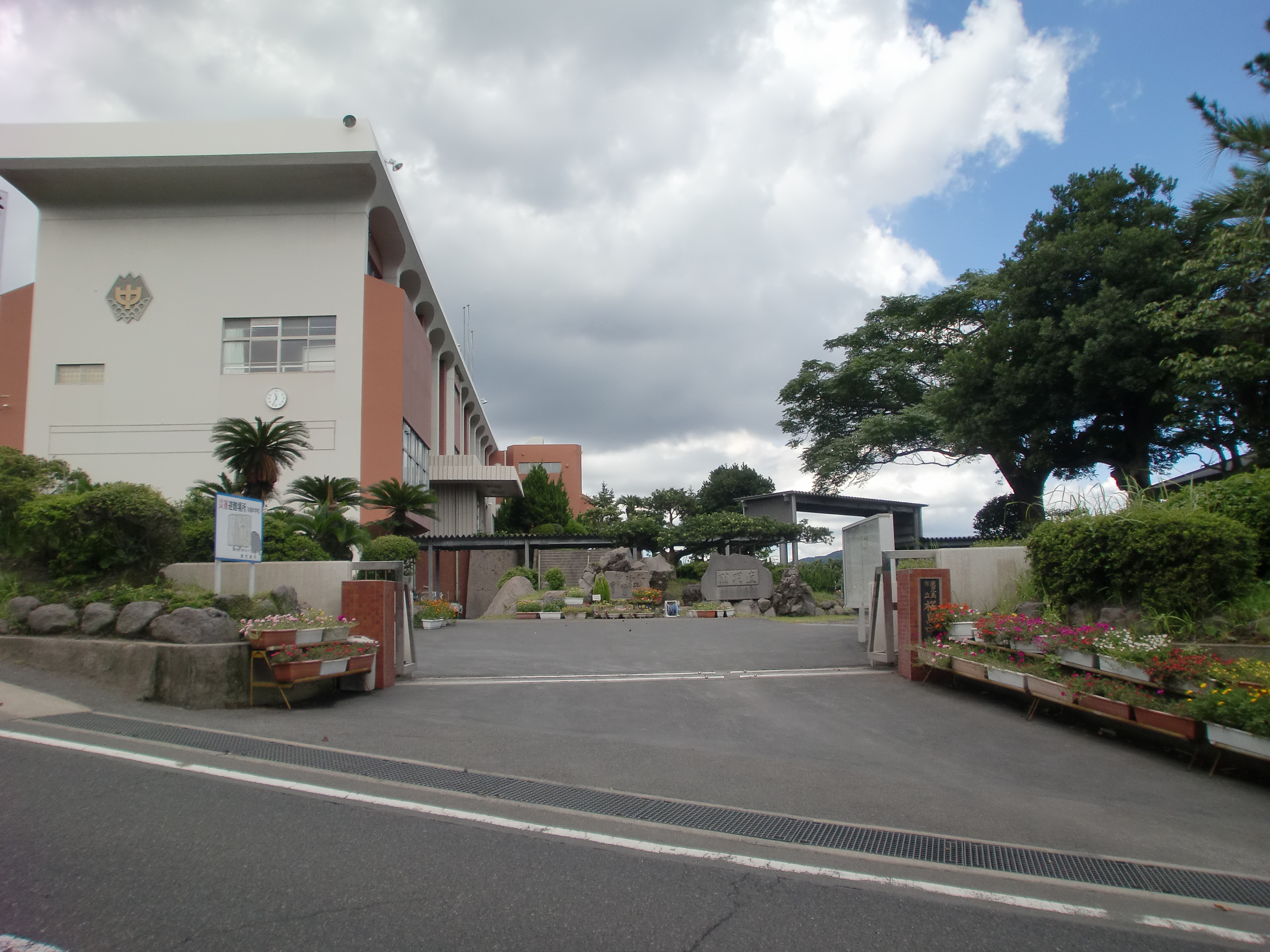
鹿児島市立桜島中学校

### 公共
- 鹿児島市役所桜島支所[25]
- 鹿児島市消防局中央消防署桜島西分遣隊[26]
- 桜島地区保健センター[27]

### 教育
- 鹿児島市立桜島中学校[28]

### 寺社
- 地方神社

## 小・中学校の学区
市立小・中学校に通う場合、学区（校区）は以下の通りとなる。
| 町丁       | 番・番地 | 小学校               | 中学校               |
| ---------- | -------- | -------------------- | -------------------- |
| 桜島藤野町 | 全域     | 鹿児島市立桜峰小学校 | 鹿児島市立桜島中学校 |

## 交通

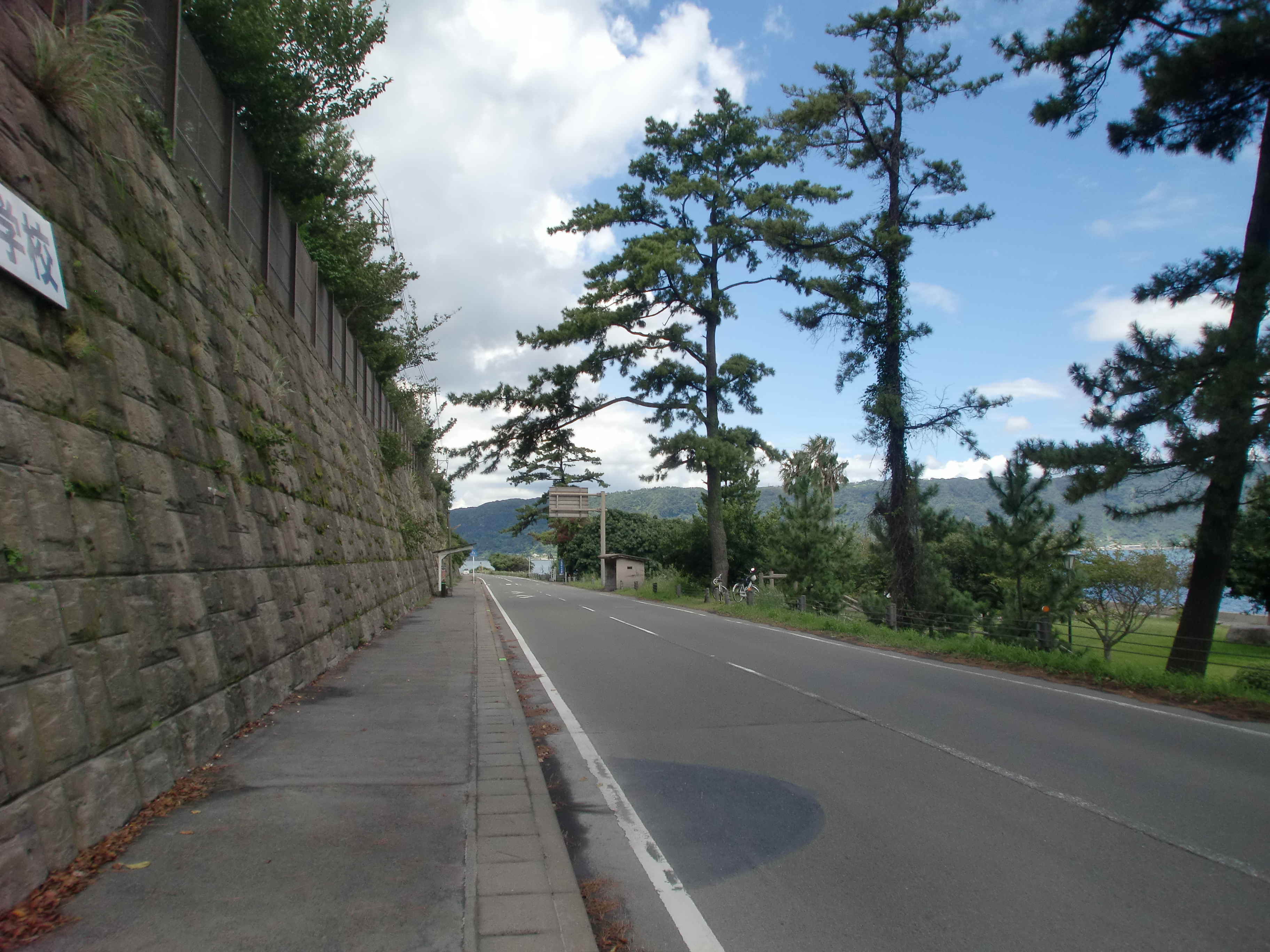
桜島支所入口交差点から県道26号を桜島港方面に望む

### 道路
主要地方道
- 鹿児島県道26号桜島港黒神線

### 路線バス
- 鹿児島市交通局
  - （60番 桜島線[30]） - 藤野 - 浜平 - 桜島中学校前 - 桜島支所 - 海水浴場 -

### 湾港
- 桜島港[31]
  - 藤野地区（避難港（17番）[32]）[33]